# Bräddammen
Bräddammen är en sjö i Karlskoga kommun i Värmland och ingår i Göta älvs huvudavrinningsområde. Sjön är 7 meter djup, har en yta på 0,022 kvadratkilometer och är belägen 163 meter över havet.